# Distrito del Oeste (Malta)
El Distrito del Oeste fue uno de los seis distritos estadísticos de la República de Malta. Este distrito, al igual que los otros cinco, no poseen ningún fin administrativo, sólo se los utiliza para conseguir datos estadísticos.

## Geografía
Este distrito tiene una extensión de territorio que ocupa unos 72,5 kilómetros cuadrados. A su vez, la población se ompone de unas 57.701 personas (estimaciones para el año 2008). Considerando los datos anteriormente mencionados, se obtiene que la densidad poblacional de este distrito estadístico es de 796 habitantes por kilómetro cuadrado.

## Consejos Locales
El distrito abarca en su territorio a los siguientes consejos locales:
- Mdina
- Żebbuġ
- Siġġiewi
- Attard
- Balzan
- Dingli
- Iklin
- Lija
- Rabat
- Mtarfa